# インターナショナル・トラック・オブ・ザ・イヤー
インターナショナル・トラック・オブ・ザ・イヤー（International Truck of the Year、略称: ITOY）は、インターナショナル・トランスポート・セクターにより、毎年授与される賞である。 

## 解説
毎年、権威ある一流のジャーナリストで構成される審査員が、欧州市場で発売される新車の中から、選出する。第67回IAAコマーシャルビークルズにて、新たにITOY・トラック・イノベーション・アワードも設けられた。